# Smalininkai
Smalininkai (tyska: Schmalleningken) är en ort i Litauen.   Den ligger i kommunen Jurbarko rajono savivaldybė och länet Tauragė län, i den västra delen av landet, 180 km väster om huvudstaden Vilnius. Smalininkai ligger 29 meter över havet och antalet invånare är 599.
Terrängen runt Smalininkai är platt. Runt Smalininkai är det ganska glesbefolkat, med 30 invånare per kvadratkilometer. Närmaste större samhälle är Jurbarkas, 11,9 km öster om Smalininkai. I omgivningarna runt Smalininkai växer i huvudsak blandskog.